# Saltos ornamentais nos Jogos Pan-Americanos de 2019 - Trampolim de 1 m individual feminino
A competição do trampolim de 1 m individual feminino é um dos eventos dos saltos ornamentais nos Jogos Pan-Americanos de 2019, em Lima. Foi disputada no Centro Aquático Nacional no dia 2 de agosto de 2019. 

## Calendário
Horário local (UTC-5).
| Data        | Horário | Fase         |
| ----------- | ------- | ------------ |
| 2 de agosto | 10:00   | Preliminares |
| 2 de agosto | 20:45   | Finais       |

## Medalhistas
| Ouro   | USA Sarah Bacon    |
| Prata  | USA Brooke Schultz |
| Bronze | MEX Paola Espinosa |

## Resultados
| Posição           | Saltador                | Nacionalidade      | Preliminares | Preliminares | Final  | Final   |
| Posição           | Saltador                | Nacionalidade      | Pontos       | Posição      | Pontos | Posição |
| ----------------- | ----------------------- | ------------------ | ------------ | ------------ | ------ | ------- |
| Medalha de ouro   | Sarah Bacon             | USA Estados Unidos | 247.25       | 4            | 284.10 | 1       |
| Medalha de prata  | Brooke Schultz          | USA Estados Unidos | 224.25       | 9            | 279.45 | 2       |
| Medalha de bronze | Paola Espinosa          | MEX México         | 254.65       | 2            | 278.35 | 3       |
| 4                 | Dolores Hernández       | MEX México         | 255.10       | 1            | 273.15 | 4       |
| 5                 | Diana Pineda            | COL Colômbia       | 240.70       | 5            | 259.00 | 5       |
| 6                 | Alison Maillard         | CHI Chile          | 227.30       | 8            | 254.70 | 6       |
| 7                 | Luana Wanderley         | BRA Brasil         | 249.70       | 3            | 253.55 | 7       |
| 8                 | Anisley García          | CUB Cuba           | 234.45       | 6            | 251.65 | 8       |
| 9                 | Juliana Veloso          | BRA Brasil         | 232.30       | 7            | 241.30 | 9       |
| 10                | Elizabeth Pérez Noguera | VEN Venezuela      | 202.90       | 12           | 230.60 | 10      |
| 11                | Steffanie Madrigal      | COL Colômbia       | 221.85       | 10           | 230.45 | 11      |
| 12                | Prisis Ruiz             | CUB Cuba           | 217.40       | 11           | 226.35 | 12      |
| 13                | Wendy Espina            | CHI Chile          | 202.15       | 13           |        |         |
| 14                | Mayte Salinas           | PER Peru           | 196.60       | 14           |        |         |